# Ratpenat de ferradura de Creagh
El ratpenat de ferradura de Creagh (Rhinolophus creaghi) és una espècie de ratpenat de la família dels rinolòfids. Viu a Brunei, Indonèsia, Malàisia i Filipines. El seu hàbitat natural és el bosc primari de terres baixes, prop de fins a almenys 700 m sobre el nivell del mar. No hi ha cap amenaça significativa per a la supervivència d'aquesta espècie, tot i que està afectada per la pertorbació de les zones de descans, l'extracció de pedra calcària i la mineria del guano, i també es veu afectada per la desforestació a causa de la tala i el desenvolupament agrícola.